# Arnold A. Lazarus
Arnold Allan Lazarus (* 27. Januar 1932 in Johannesburg; † 1. Oktober 2013 in Princeton, New Jersey) war ein US-amerikanischer Psychologe und Psychotherapeut, Professor für Psychologie an der Rutgers University und Begründer der Multimodalen Verhaltenstherapie.

## Leben
Arnold Allan Lazarus wuchs in Südafrika auf und studierte an der Universität von Witwatersrand unter anderem bei Joseph Wolpe. 1956 erhielt er den Bachelor und 1957 den Masterabschluss in Experimentalpsychologie. Neben der Betreuung einer Praxis für Psychotherapie, die er 1959 eröffnete, studierte er weiter und erhielt 1960 den Ph. D. in Klinischer Psychologie. 1963 verbrachte er ein Jahr als Assistenzprofessor an der Universität in Stanford (Kalifornien) und kehrte danach für zwei Jahre an die Universität von Witwatersrand zurück.
1966 wurde er Leiter des verhaltenstherapeutischen Instituts in Sausalito, Kalifornien. Zusammen mit Joseph Wolpe veröffentlichte er ein Buch über verhaltenstherapeutische Techniken (Behavior therapy techniques, 1966). Ein Jahr später übernahm er eine Gastprofessur an der Temple University in Philadelphia, wo Joseph Wolpe inzwischen als Professor lehrte.
Im Gegensatz zu Wolpe nahm Lazarus eine zunehmend liberale Haltung zu Therapieformen an, die nicht allein dem klassischen Behaviorismus verpflichtet waren. Nach Lazarus’ Meinung sollte eine effektive Therapie alle empirisch bewährten Techniken unabhängig von ihrer Herkunft ins Auge fassen und gezielt zur Anwendung bringen. Über diesen „technischen Eklektizismus“ kam es zu Differenzen und schließlich zum Bruch mit Wolpe.
Von 1970 bis 1972 war Lazarus an der Universität von Yale tätig. 1972 erhielt er das Klinische Diplom des American Board of Professional Psychology und ließ sich zunächst mit einer privaten Praxis in Princeton, New Jersey, nieder. Kurze Zeit später wurde er als Professor an die dortige Rutgers University berufen, wo er bis zu seiner Emeritierung lehrte und forschte. Auch nach Entpflichtung von der Universität arbeitete Lazarus weiter als Therapeut in seiner eigenen Praxis.

## Leistung
Lazarus’ Multimodale Verhaltenstherapie, eine Form der Kognitiven Verhaltenstherapie, wurde erstmals 1976 unter dem Titel Multimodal Behavior Therapy als Buch publiziert. Er beschreibt sieben unterschiedliche, sich wechselseitig bedingende Lebensbereiche = Modalitäten (behavior, affect, sensation, imagery, cognition, interpersonal relations, drugs). In der Therapie erfolgen Interventionen gewöhnlich in mehreren, jeweils den Problemen der Person entsprechenden Modalitäten. Basis bei allen psychotherapeutischen Bemühungen ist auch bei Lazarus die Therapeut-Klient-Beziehung. Lazarus gründete mehrere „Multimodale Therapie-Institute“, das erste 1976 in Kingston, New Jersey, später folgten weitere Institute in New York, Illinois, Texas und Ohio.
Arnold Lazarus erhielt zahlreiche Auszeichnungen, darunter den Distinguished Service Award des American Board of Professional Psychology und den Distinguished Psychologist Award der Amerikanischen Psychologischen Gesellschaft (1992). Als erster Preisträger erhielt er 1996 den renommierten „Psyche Award“ der Cummings Foundation.
Arnold A. Lazarus war Autor und Mitautor von rund 15 Büchern und über 200 Fachbeiträgen in Zeitschriften und Sammelbänden. Mit einigen seiner Bücher versuchte er, seine therapeutischen Erkenntnisse in leicht verständlicher Form auch dem interessierten Laien nahezubringen. Zwei von diesen Büchern publizierte er zusammen mit seinem Sohn Clifford Neil Lazarus, der ebenfalls Klinischer Psychologe und Psychotherapeut ist.

## Veröffentlichungen (Auswahl deutscher Ausgaben)
- Multimodale Verhaltenstherapie. Fachbuchhandlung für Psychologie, Frankfurt 1978, ISBN 978-3-88074-114-0
- mit Allen Fay: Ich kann, wenn ich will, Ernst Klett Verlag, Stuttgart 1981, ISBN 978-3-12904-880-1
- mit Clifford N. Lazarus: Der kleine Taschentherapeut. In 60 Sekunden wieder o.k. Klett-Cotta, Stuttgart 2006 (1. Auflage 1999, engl. Original 1997), ISBN 978-3-423-34315-2
- mit Clifford N. Lazarus u. Allen Fay: Fallstricke des Lebens. Vierzig Regeln, die das Leben zur Hölle machen und wie wir sie überwinden. dtv, München 2001, ISBN 3-423-36215-4
- mit Allen Fay: Ich kann, wenn ich will. Anleitung zur psychologischen Selbsthilfe. dtv, München 2001, ISBN 3-423-08551-7
- Innenbilder. Imagination in der Therapie und als Selbsthilfe. 3. verb. Auflage. Pfeiffer bei Klett-Cotta, Stuttgart 2000, ISBN 3-608-89612-0
- Fallstricke der Liebe. Vierundzwanzig Irrtümer über das Leben zu zweit. dtv, München 2002, ISBN 3-423-36185-9
- Praxis der multimodalen Therapie. DGVT, Tübingen 1995, ISBN 3-87159-125-4
- Multimodale Kurzpsychotherapie. dtv, München 2001, Klett-Cotta, Stuttgart 2000, ISBN 3-608-91986-4